# Biografielijst Ee

## Ee
- Coert van Ee (1954), Nederlands politicus

## Eeb
- Lyckle Eebles (1485-1536), Nederlands grietman

## Eec

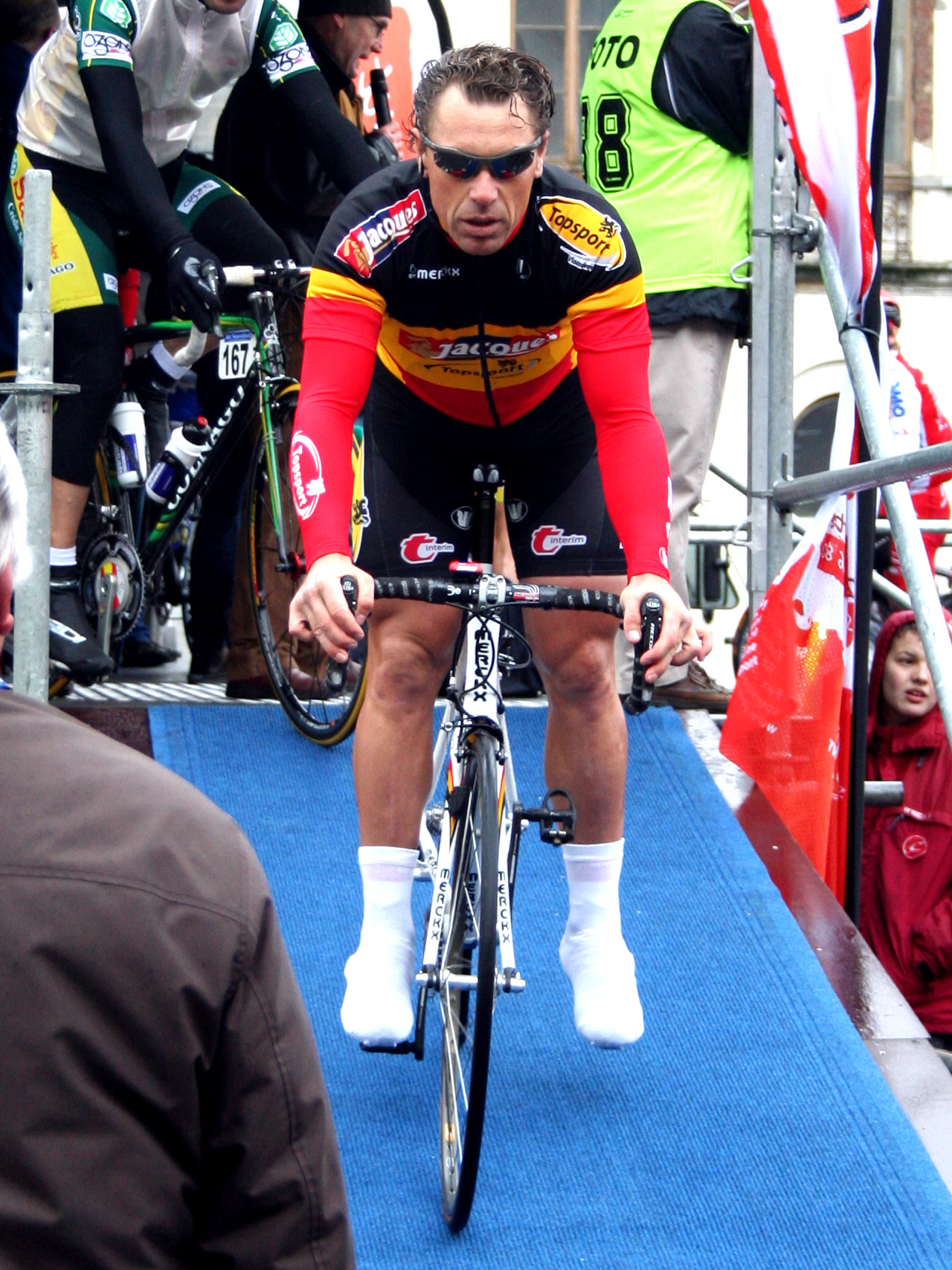
Niko Eeckhout

- Cornelis Pieter Eecen (1898-1988), Nederlands roeier
- Jan van Eechoud (1904-1958), Nederlands politiecommissaris in Nederlands-Indië en resident en waarnemend gouverneur in Nederlands-Nieuw-Guinea
- Constant Eeckels (1879-1955), Vlaams schrijver en dichter
- Piet Van Eeckhaut (1939), Vlaams advocaat
- Jan-Baptist Eeckhoudt (+1798), Zuid-Nederlands verzetsstrijder
- Augustinus van Eeckhout (1670-1747), Zuid-Nederlands abt van de Abdij van Grimbergen. (1716-1747)
- Gerbrand van den Eeckhout (1621-1674), Nederlands kunstschilder
- Jacobus Josephus Eeckhout (1793-1861), Belgisch kunstschilder
- Joris Eeckhout (1887-1951), Vlaams priester en schrijver
- Niko Eeckhout (1970), Belgisch wielrenner
- Tom Eeckhout, bekend als Tom Dice, (1989), Belgisch singer-songwriter
- Francine Eeckhoute (+1603), Zuid-Nederlands slachtoffer van heksenvervolging
- Georges Van Eeckhoutte (1911-1975), Vlaams volksfiguur
- Maurice Léon Marie Joseph Ghislain Iweins d'Eeckhoutte (1904-1976), Belgisch diplomaat

## Eed

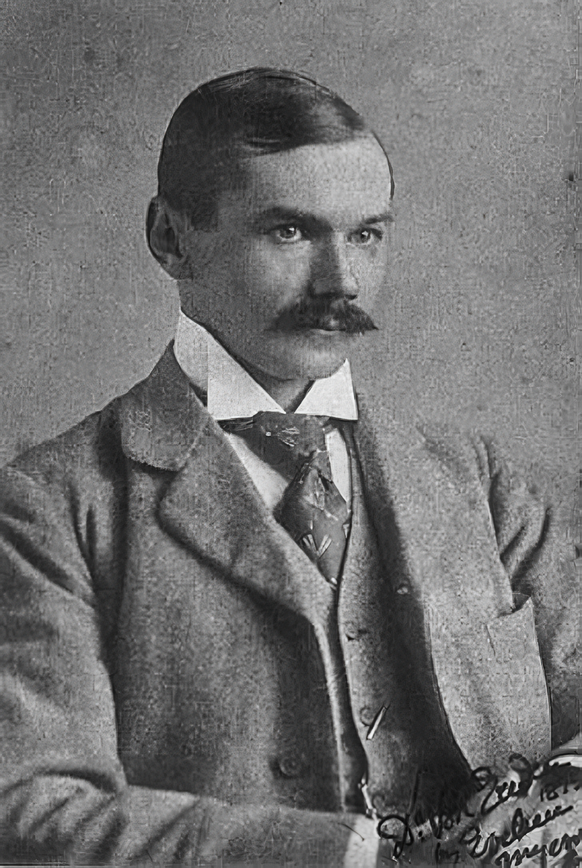
Frederik Willem van Eeden

- Aubertus van den Eede (1603-1678), Zuid-Nederlands bisschop
- Bart Van den Eede (1977), Belgisch voetballer
- Johan Vanden Eede (1958), Vlaams tekstschrijver, componist en producer
- Peter Van den Eede, Vlaams acteur en theatermaker
- Frank van den Eeden (1971), Nederlands director of photography
- Jan Van den Eeden (1842-1917), Belgisch muziekpedagoog en componist
- Frederik Willem van Eeden (1829-1901), Nederlands amateur-plantkundige
- Frederik Willem van Eeden (1860-1932), Nederlands psychiater, schrijver en wereldverbeteraar
- Marcel van Eeden (1965), Nederlands beeldend kunstenaar
- Rob van Eeden (1946), Nederlands ondernemer en auteur

## Eef
- Alfred Frederik (Fred) Eefting (1959), Nederlands zwemmer
- Bas Eefting (1982), Nederlands atleet

## Eeg
- Harald Rosenløw Eeg, Noors schrijver van kinderboeken en filmscripts
- Kurt Camiel Aster Van Eeghem (1952), Vlaams televisie- en radiopresentator
- Marc Van Eeghem (1960-2017), Vlaams acteur
- Esmée Adrienne van Eeghen (1918-1944), Nederlands verzetsstrijdster
- Jacob van Eeghen (1818-1834), Nederlands bankierszoon en dichter
- Samuel Pieter (Sam) van Eeghen (1853-1934), Nederlands bankier en politicus

## Eek
- Wilhelmus Martinus (Wim) van Eek (1893-onbekend), Nederlands voetballer
- Eek-A-Mouse, pseudoniem van Ripton Joseph Hylton, (1957), Jamaicaans reggaezanger
- Willem Frederik (Wim) van Eekelen (1931-2025), Nederlands politicus
- Willem Eekelers (1883-1954), Belgisch politicus en minister
- Johannes Eekels (1917-2008), Nederlands industrieel ontwerper, ontwerpmethodoloog en hoogleraar
- Guido Eekhaut (1954), Vlaams auteur, journalist en cultuurfilosoof
- Jan Adam Eekhof (1928-2007), Nederlands studentenpredikant en verzamelaar
- Wopke Eekhoff (1809-1880), Nederlands archivaris en uitgever
- Georges Eekhoud (1854-1927), Belgisch schrijver, dichter, kunsthistoricus en vertaler
- Adrianus Cornelis Jozef (Mick) Eekhout (1950), Nederlands architect en hoogleraar
- Jan Henrik Eekhout (1900-1978), Nederlands dichter, romanschrijver en vertaler
- Nikolaas Mathijs (Nico) Eekman (1889-1973), Belgisch schilder van Nederlandse komaf
- Tim Eekman (1991), Nederlands voetballer

## Eel
- Jan Eelen (1970), Vlaams televisieregisseur en scenarist
- Meindert Gerben Eelkema (1883-1930), Nederlands architect
- Eelko Liauckama (+1332), Fries abt
- Eduard Ellman-Eelma (1902-1941), Ests voetballer
- Cristiana (Stien) Eelsingh (1903-1964), Nederlands kunstschilderes

## Eem
- Patrick Paul van der Eem (1973), Antilliaans-Nederlands ondernemer
- Theodorus (Dirk) van der Eem (ca. 1499-1572), Martelaren van Gorcum en heilige
- Jan Eeman (1939-2011), Belgisch politicus
- Frans Hendrik van Eemeren (1946), Nederlands neerlandicus en hoogleraar
- W.H. van Eemlandt, pseudoniem van Willem Hendrik Haasse, (1888-1955), Nederlands ambtenaar en schrijver
- Albertus van Naamen van Eemnes (1828-1902), Nederlands parlementariër

## Een

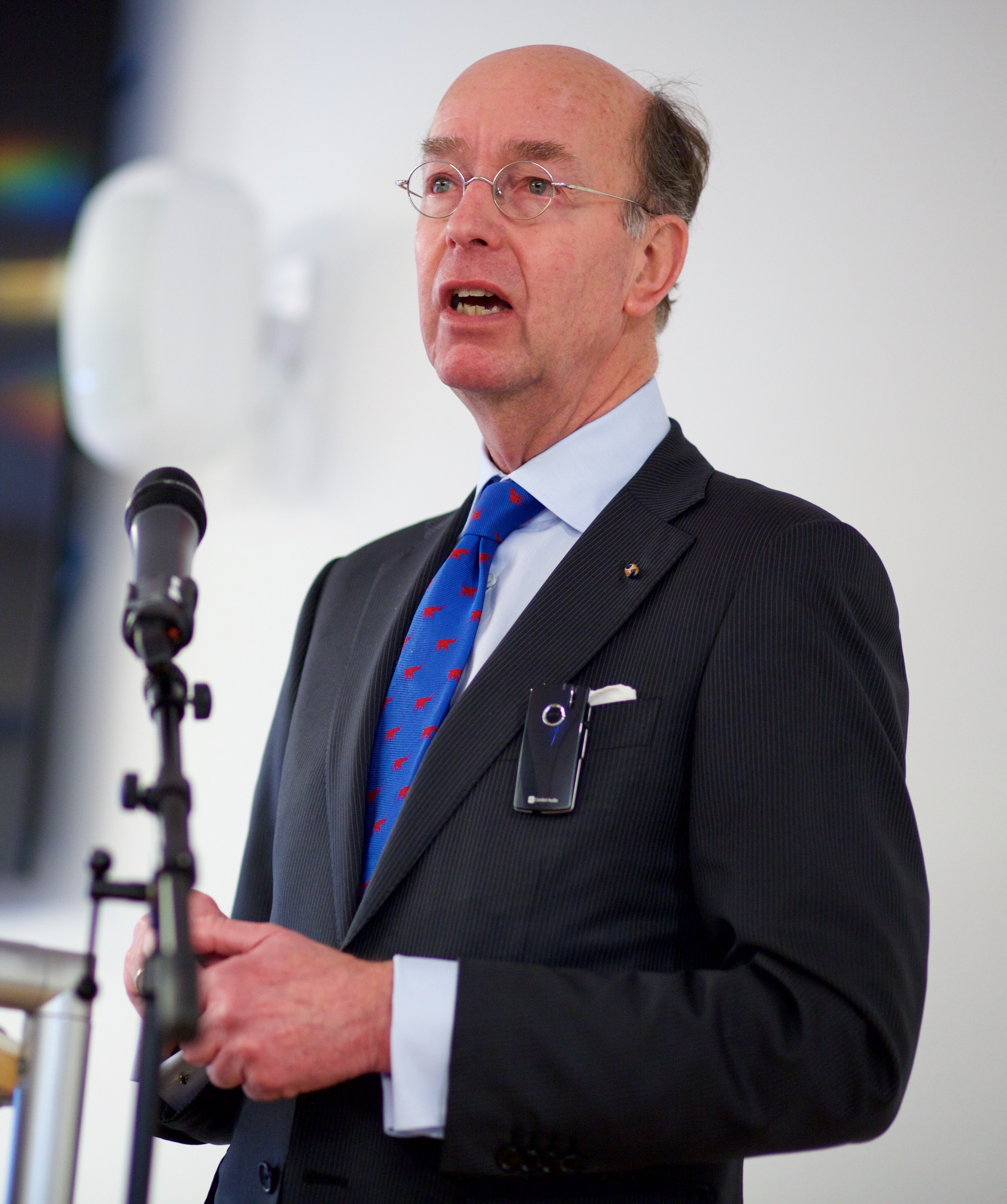
Bas Eenhoorn

- Robert Van Eenaeme (1916-1953), Belgisch wielrenner
- Leendert Carel Marie (Kees) van Eendenburg (1914-1966), Nederlands Engelandvaarder
- Boudewijn van Eenennaam (1946), Nederlands diplomaat
- Hans Eenhoorn (1941), Nederlands ondernemer
- Herman Bastiaan (Bas) Eenhoorn (1946), Nederlands ambtenaar, politicus en bestuurder
- Robert Franciscus Eenhoorn (1968), Nederlands honkballer en honkbalcoach
- Lukas Van Eenoo (1991), Belgisch voetballer
- Romain Van Eenoo (1934), Belgisch hoogleraar en historicus
- Karel de Eenvoudige (879-929), Koning van Frankrijk (893-923) en Hertog van Lotharingen (911-923)

## Eer
- Wiillem Frederik (Wim) van Eer (1927-2011), Surinaams politicus en diplomaat
- J.K. van Eerbeek, pseudoniem van Meinart (Meindert) Boss, (1898-1937), Nederlands schrijver
- Petrus de Eerbiedwaardige (ca. 1092-1156), Frans benedictijn, theoloog en abt
- Johannes Martinus Petrus Henricus Elisabeth Coleta (Jon) van Eerd (1960), Nederlands acteur, zanger en schrijver
- Karel van Eerd (1938), Nederlands ondernemer
- Adolph Warner baron van Pallandt van Eerde (1745-1823), Nederlands politicus
- Johan Christiaan van Eerde (1871-1936), Nederlands indoloog, bestuursambtenaar en museumdirecteur
- Rowdy van Eerde (1990), Nederlands vlakwater kanovaarster
- Rudolph Theodorus van Pallandt van Eerde (1868-1913), Nederlands edelman en politicus
- Claude Eerdekens (1948), Belgisch politicus en minister
- Klaas van der Eerden (1975), Nederlands cabaretier en televisiepresentator
- Saske van der Eerden (1971), Nederlands beeldhouwer en keramist
- Erick Eerdhuizen, bekend als Erick E, (1969), Nederlands diskjockey
- Bernard Johannes (Joost) Eerdmans (1971), Nederlands politicus
- Bernardus Dirks Eerdmans (1868-1948), Nederlands dominee, onderwijzer, hoogleraar, rector magnificus en politicus
- Gerda Eerdmans (1954), Nederlands politicus en bestuurder
- Theo Eerdmans (1922-1977), Nederlands quizmaster, journalist en auteur
- Roger Eerebout (1940-2011), Belgisch politicus en burgemeester
- Otto Eerelman (1839-1926), Nederlands kunstschilder, etser en lithograaf
- Else-Marie van den Eerenbeemt (1946), Nederlands familietherapeut, docent en onderzoeker
- Hermanus Jacobus Maria (Herman) van den Eerenbeemt (1962), Nederlands roeier
- Noud van den Eerenbeemt (1928-1997), Nederlands auteur
- Dominique Jacques de Eerens (1781-1840), Nederlands generaal-majoor, politicus, bestuurder en geridderde
- Britt Eerland (1994), Nederlands tafeltennisspeelster
- Tine Eerlingen (1976), Vlaams politica en volksvertegenwoordigster
- Lasse Eerola (1945-2000), Fins componist en musicus
- Christiaan Hendrik (Hein) Eersel (1922-2022), Surinaams taalkundige en surinamist
- Johannes Petrus van Eersel, bekend als Jantje Koopmans, (1924), Nederlands zanger
- Toncy van Eersel (1973), Nederlands actrice
- Andries van Eertvelt (1590-1652), Vlaams barokschilder

## Ees
- Annemarie van Ees (1928), Nederlands hoorspelactrice
- Jan van Ees (1896-1966), Nederlands acteur
- Johanna Martina (Annie) van Ees (1893-1950), Nederlands filmactrice
- Cornelis van Eesteren (1897-1988), Nederlands architect en stedenbouwkundige

## Eet
- Barth van Eeten, Nederlands wethouder
- Miranda Van Eetvelde (1959), Vlaams politica
- Stanislas Marie Leon Edmond (Edmond) van Eetvelde (1852-1925), Belgisch diplomaat en politicus
- Jozef Van Eetvelt (1937), Belgisch burgemeester, senator en volksvertegenwoordiger
- Karel Van Eetvelt (1966), Belgisch bestuurder van een ondernemersorganisatie

## Eeu
- Mark Willem van Eeuwen (1976), Nederlands acteur